# Teòfano Anàstaso
Teòfano Anastaso (en caràcters grecs: Θεοφανώ Αναστασώ) Emperadriu romana d'Orient, famosa pels seus crims i per la seva bellesa física. Teòfano va ser mare dels emperadors romans d'Orient Basili II i Constantí VIII, així com de la princesa Anna Porfirogènita aquesta filla seva va ser dona del príncep Vladimir I el Gran monarca de la Rus de Kíev.

## Matrimoni amb Romà II
Teòfano procedia de la regió grega de Lacònia, al Peloponès i possiblement va néixer a Esparta. El seu nom original era Anastàsia, i més familiarment Anastaso, era filla d'un taverner procedent anomenat Cràter. Des de jove ja era famosa per la seva bellesa, motiu pel qual l'hereu de la corona, Romà, se'n va enamorar. Romà es va casar amb ella el 956, malgrat les objeccions del seu pare Constantí VII, i li va fer canviar el nom per un amb ressonàncies més aristocràtiques: Teòfano, que era el mateix nom que havia tingut una emperadriu considerada santa (Teòfano Martinàcia).
Els orígens humils de Teòfano van causar que fos poc acceptada entre l'elit romana d'Orient i quan el seu sogre, l'emperador Constantí VII va morir, es van escampar rumors que deien que ella l'havia enverinat. Constantí va morir el 959, però a causa d'unes febres que el van tenir al llit durant mesos i no hi va haver cap enverinament. Astuta i intel·ligent com era, el seu marit es deixava influir per ella, cosa que estava molt malt vist a la cort i que els seus rivals ho van exagerar.

## Regent
Després de quatre anys de regnar amb Romà II, aquest va morir sobtadament el 15 de març del 963 a l'edat de 26 anys. Una altra vegada la van acusar fent córrer rumors d'haver-lo enverinat, tot i que no tenia res a guanyar i, en canvi, molt a perdre. A més aquesta acusació es feia també absurda si es té en compte que estava al llit mentre el marit va morir, ja que només feia 48 hores que havia donat a llum a la seva filla Anna. Teòfano es va trobar doncs en una situació insegura, havent d'assumir la regència dels dos nens de tres i dos anys: Basili i Constantí i amb molts cortesans en contra. Va trobar el suport que li calia en l'eunuc Josep Bringas i va veure necessari desfer-se de pràcticament tota la burocràcia, ja que malfiaven d'ella. El germà de Romà II, Basili, va ser desposseït de la seva possibilitat d'accedir al tron i del seu càrrec de "camarlenc", que el va canviar pel de proedus. La sogra de Teòfano, Helena, va ser apartada de la cort, relegada a un exili intern en un racó del palau reial al costat de les quatre germanes de Romà II (Zoè, Àgata, Anna i Teodora). Després Teòfano va obligar el patriarca Polieucte que consagrés com a monges a tres de les quatre germanes de Romà II, mentre que la quarta germana, Teodora, es va casar amb el general Joan Tsimiscés (nebot de Josep Bringas), traient-los amb això tota possibilitat de poder dinàstic.

## Aliança amb Nicèfor Focas
El poder de l'Imperi Romà d'Orient es va revelar una cosa massa difícil per una dona inexperta en política i pocs col·laboradors. Per tal d'estabilitzar el tron i assegurar la continuïtat dels seus fills, secretament va cercar el favor de Nicèfor Focas qui era llavors un general prestigiós, el qual la doblava en edat. En un primer moment Focas va produir un cop d'estat ingressant violentament a Constantinoble el 15 d'agost del 965, donant mort entre altres a Bringas i es va fer coronar a l'església de Santa Sofia el 16 d'agost. Focas va relegar Teòfano a la fortalesa de Petrion als turons del Corn d'Or, però poc després tots dos van acordar una aliança per la qual es van casar el 20 de desembre del 963, a l'Església Nova del palau imperial, així mentre Teòfano recuperava el poder, Nicèfor obtenia legitimitat en integrar-se per aliança matrimonial a la dinastia macedònica d'emperadors romans d'Orient.
El patriarca Polieucte, que era molt conservador i pensava que una vídua ho havia de ser per a sempre, va prohibir a Nicèfor besar l'altar, com diu el ritual ortodox, llevat que fes penitència per aquest matrimoni. A més el patriarca tampoc aprovava que s'hagués saltat la norma segons la qual una dona no podia casar-se amb el padrí de bateig dels seus fills. Com a resposta Nicèfor va convocar un concili per deixar clar que, com que aquelles regles les havia creat l'iconoclasta Constantí V ja no tenien validesa. Polieucte no va acceptar el concili com a legítim i va procedir a excomunicar Nicèfor. Llavors Bardas Focas va declarar que Nicèfor no era padrí de cap dels nens de Teòfano i així es va reconciliar amb l'Església.

## Aliança amb Tsimiscés i assassinat de Focas
Nicèfor Focas es va trobar amb molts enemics i problemes: males collites que van portar fam, va fer normes limitant el poder dels monestirs que van causar l'oposició del clergat, i guerres. El clima de conspiració va desembocar en la seva mort, assassinat pel seu nebot Joan Tsimiscés que va entrar al palau amb un grup de 8 o 10 homes la nit del 10 de desembre a l'11 de desembre del 969. Es rumorejava que aquest jove i brillant general era amant de Teòfano, la qual estava ja cansada del vell Focas, un marit que encara que havia estat guerrer, era molt religiós i gairebé asceta. A més, sospitosament, a nit de l'assassinat ella havia sortit del llit conjugal i havia deixat la porta de l'habitació oberta.

## Caiguda i exili
Teòfano i Joan Tsimiscés anaven a casar-se, però el patriarca Polieucte va incitar Joan a penedir-se públicament per l'assassinat de Nicèfor II, sota risc d'excomunió contra ell i la seva família. La segona condició que va posar el patriarca va ser que després d'efectuat el matrimoni expulsés Teòfano del palau. A més va demanar que castigués a tots els qui havien participat en el complot i que anul·lés els decrets contraris a l'Església que havia aprovat el seu antecessor. Joan va complir amb les exigències i la va enviar a un convent de l'illa de Prinkipo (actual Proti) a la mar de Màrmara. El patriarca Polieucte va morir dos mesos més tard, però Tsimiscés no va treure de l'exili a Teòfano i va governar com a emperador regent, mentre els fills de Teòfano encara eren menors d'edat.

## Retorn
Des de la seva «gàbia daurada», Teòfano, el 9 de desembre del 971 va aconseguir concretar amb èxit el pla de matrimoni d'una jove amiga seva: Teòfano Esclerena amb l'emperador Otó II del Sacre Imperi.
Després de la mort de Tsimiscés el 976 els fills de Teòfano la van lliurar de l'exili i la van restituir a la fastuosa vida palatina on va tenir gran influència. Les circumstàncies i la data de la seva mort són poc conegudes.
| Precedida per: Helena Lecapena | Emperadriu consort de l'Imperi Romà d'Orient (959-969)                          | Succeïda per: Teodora                 |
| Precedida per: Helena Lecapena | Emperadriu mare de l'Imperi Romà d'Orient (15 de març de 963-15 de juny de 991) | Succeïda per: Eudòxia Macrembolitissa |